# Eteroplasmia
L'eteroplasmia è la presenza di più di un tipo di genoma organellare (DNA mitocondriale o DNA plastidico) all'interno di una cellula o individuo. È un fattore importante per considerare la gravità delle malattie mitocondriali. Poiché la maggior parte delle cellule eucariotiche contengono molte centinaia di mitocondri con centinaia di copie del DNA mitocondriale, è comune per le mutazioni interessare solo alcuni mitocondri, lasciando la maggior parte inalterata.